# We Want In
We Want In è l'ottavo album degli Outlawz, pubblicato il 5 agosto 2008.

## Tracce
1. We Want In
2. Everything Happenz 4 a Reason
3. Failure Ain't an Option
4. Hunger Pains
5. Love of Money (feat. Keion)
6. Thuggin Till I Die (feat. C-Bo)
7. I'm Mister
8. My Life
9. Do it Like That (feat. J-Bo)
10. I Can't Lie (feat. Tha Pimtationz)
11. Take it Off (feat. Keion)
12. It's My Turn (feat. Maserati Rick & Nutt-So)